# 포항동부초등학교
포항동부초등학교는 대한민국 경상북도 포항시 북구 두호동에 있는 공립 초등학교이다.

## 학교 연혁
- 1935년 5월 26일 형산공립보통학교 개교(설립인가 4월 23일)
- 1938년 4월 1일 형산공립심상소학교로 개칭[1]
- 1941년 4월 1일 형산공립국민학교로 개칭[2]
- 1946년 4월 1일 포항동부국민학교로 개명
- 1985년 9월 1일 병설유치원 개원
- 1987년 5월 10일 두호국민학교 분리
- 1993년 12월 30일 체육관 겸용 강당 설치
- 1996년 3월 1일 포항동부초등학교로 개칭[3]
- 1997년 11월 5일 급식소(762.94m2) 신축 개소
- 2010년 12월 8일 냉난방 시설(53교실)
- 2011년 7월 6일 교육복지실 개관
- 2011년 9월 2일 영어체험실 개관
- 2011년 9월 15일 도움반 교실 리모델링
- 2022년 2월 15일 제82회 졸업식 (43명 / 누계 14,778명)
- 2022년 3월 1일 이영선 교장 취임

## 학교 상징
- 교화 - 장미 : 겹겹이 맞댄 꽃잎들은 서로 지탱하는 아름다운 사랑을 나타낸다.
- 교목 - 향나무 : 온갖 어려움을 당해도 늘 푸르름을 자랑하는 강인함을 나타낸다.

## 참고 자료
- 포항동부초등학교 - 한국교육학술정보원 학교알리미